# Stacja Narciarska Limanowa-Ski

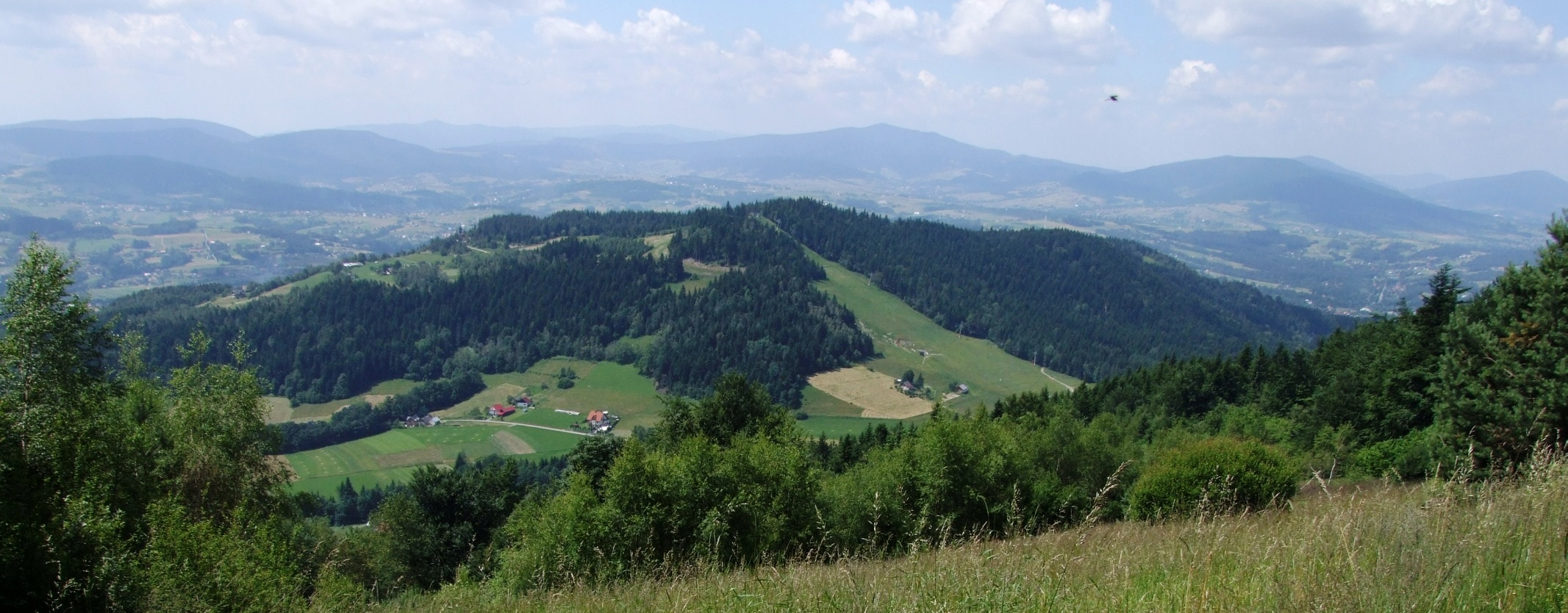
Widok w południowym kierunku z Polany Stoły na Łysą Górę i inne wzniesienia Beskidu Wyspowego. Na północnym zboczu Łysej Góry widoczny jest po prawej stronie główny stok Stacji Narciarskiej Limanowa-Ski

Stacja Narciarska Limanowa-Ski – ośrodek narciarski położony w pobliżu Limanowej w Beskidzie Wyspowym na północnym zboczu Łysej Góry (781 m n.p.m), około 5 km od centrum Limanowej. Dolne stacje wyciągów znajdują się na osiedlu Molówka pomiędzy Łysą Górą a głównym grzbietem Pasma Łososińskiego.

## Wyciągi
W skład kompleksu wchodzą:
- wyciąg krzesełkowy 4-osobowy, firmy Doppelmayr/Garaventa-Gruppe, o długości 600 m i przepustowości 2000 osób na godzinę (czas jazdy – 5 minut), przewyższenie – 168 m,
- 2 wyciągi talerzykowe o długości 300 m, przewyższeniu 60 m i przepustowości 900 osób na godzinę każdy.

## Trasy
| Nazwa trasy | Trudność  | Start                              | Start                 | Meta                               | Meta                  | Dłu- gość (m) | Prze- wyż- sze- nie (m) | Na- chy- le- nie (%) | Oś- wie- tle- nie | Sztucz- ne naśnie- żanie | Homologacja FIS | Homologacja FIS | Homologacja FIS               |
| Nazwa trasy | Trudność  | nazwa                              | wyso- kość (m n.p.m.) | nazwa                              | wyso- kość (m n.p.m.) | Dłu- gość (m) | Prze- wyż- sze- nie (m) | Na- chy- le- nie (%) | Oś- wie- tle- nie | Sztucz- ne naśnie- żanie | numer           | ważna do        | uwagi                         |
| ----------- | --------- | ---------------------------------- | --------------------- | ---------------------------------- | --------------------- | ------------- | ----------------------- | -------------------- | ----------------- | ------------------------ | --------------- | --------------- | ----------------------------- |
| 1           | czerwona  | górna stacja wyciągu krzesełkowego | 780                   | połowa stoku                       | 612                   | 700           | 168                     | 24                   | tak               | tak                      | 8921/10/08      | 2018-10-28      | Slalom specjalny dla obu płci |
| 2           | niebieska | górna stacja wyciągu krzesełkowego | 780                   | dolna stacja wyciągu krzesełkowego | 612                   | 1000          | 168                     | 17                   | tak               | tak                      |                 |                 |                               |
| 3           | zielona   | wzdłuż wyciągów talerzykowych      |                       |                                    |                       | 300           | 60                      | 20                   | tak               | tak                      |                 |                 |                               |

W ofercie znajduje się około 2000 m tras zjazdowych o różnym stopniu trudności. Trasy są sztucznie naśnieżane, ratrakowane i oświetlone.
Stacja nie jest członkiem Stowarzyszenia Polskie stacje narciarskie i turystyczne.

## Pozostała infrastruktura
Przy dolnej stacji wyciągu krzesełkowego znajdują się:
- parking na 700 samochodów
- mała gastronomia (bar, klub nocny)
- szkoła narciarska
- wypożyczalnia sprzętu i serwis
- placówka GOPR
- pokoje gościnne
- WC.

Przy górnej stacji wyciągu krzesełkowego:
- restauracja i grill.

## Operator
Operatorem ośrodka jest spółka SAcorp Polska Sp. z o.o. z siedzibą w Nowym Targu przy ul. Krakowskiej 1. Prezesem zarządu spółki jest Wojciech Stopka.

## Historia
Spółka SAcorp Polska Sp. z o.o. została zarejestrowana w KRS w kwietniu 2005 roku. Ośrodek został uruchomiony w 2007 roku.